# Ray Parker, Jr./Diskografie
Diese Diskografie ist eine Übersicht über die musikalischen Werke des US-amerikanischen Musikers Ray Parker, Jr. als Solist und mit seiner Band Raydio. Den Schallplattenauszeichnungen zufolge hat er bisher mehr als 7,8 Millionen Tonträger verkauft, davon alleine in seiner Heimat über sechs Millionen. Seine erfolgreichste Veröffentlichung ist die Single Ghostbusters mit über 2,2 Millionen verkauften Einheiten.

## Alben

### Studioalben
| Jahr               | Titel                       | Höchstplatzierung, Gesamtwochen, AuszeichnungChartplatzierungen (Jahr, Titel, Platzierungen, Wochen, Auszeichnungen, Anmerkungen) | Höchstplatzierung, Gesamtwochen, AuszeichnungChartplatzierungen (Jahr, Titel, Platzierungen, Wochen, Auszeichnungen, Anmerkungen) | Höchstplatzierung, Gesamtwochen, AuszeichnungChartplatzierungen (Jahr, Titel, Platzierungen, Wochen, Auszeichnungen, Anmerkungen) | Höchstplatzierung, Gesamtwochen, AuszeichnungChartplatzierungen (Jahr, Titel, Platzierungen, Wochen, Auszeichnungen, Anmerkungen) | Höchstplatzierung, Gesamtwochen, AuszeichnungChartplatzierungen (Jahr, Titel, Platzierungen, Wochen, Auszeichnungen, Anmerkungen) | Höchstplatzierung, Gesamtwochen, AuszeichnungChartplatzierungen (Jahr, Titel, Platzierungen, Wochen, Auszeichnungen, Anmerkungen) | Anmerkungen                                                     |
| Jahr               | Titel                       | DE | AT | CH | UK | US | R&B | Anmerkungen                                                     |
| ------------------ | --------------------------- | --- | --- | --- | --- | --- | --- | --------------------------------------------------------------- |
| als Raydio         |                             | | | | | | |                                                                 |
|                    |                             | | | | | | |                                                                 |
| 1978               | Raydio                      | — | — | — | — | US27 Gold · (23 Wo.)US | R&B8 (24 Wo.)R&B | Erstveröffentlichung: 1978                                      |
| 1979               | Rock On                     | — | — | — | — | US45 Gold · (30 Wo.)US | R&B4 (32 Wo.)R&B | Erstveröffentlichung: März 1979                                 |
| 1980               | Two Places at the Same Time | — | — | — | — | US33 Gold · (21 Wo.)US | R&B6 (26 Wo.)R&B | Erstveröffentlichung: März 1980                                 |
| 1981               | A Woman Needs Love          | — | — | — | — | US13 Gold · (26 Wo.)US | R&B1 (29 Wo.)R&B | Erstveröffentlichung: 11. April 1981                            |
| als Ray Parker Jr. |                             | | | | | | |                                                                 |
|                    |                             | | | | | | |                                                                 |
| 1982               | The Other Woman             | — | — | — | — | US11 Gold · (27 Wo.)US | R&B1 (28 Wo.)R&B | Erstveröffentlichung: 1982                                      |
| 1983               | Woman Out of Control        | — | — | — | — | US45 (23 Wo.)US | R&B18 (24 Wo.)R&B | Erstveröffentlichung: 1983                                      |
| 1985               | Sex and the Single Man      | — | — | — | — | US65 (13 Wo.)US | R&B48 (12 Wo.)R&B | Erstveröffentlichung: 27. Juni 1985                             |
| 1987               | After Dark                  | — | — | — | UK40 (7 Wo.)UK | US86 (9 Wo.)US | R&B27 (24 Wo.)R&B | Erstveröffentlichung: 25. August 1987                           |
| 1991               | I Love You Like You Are     | — | — | — | — | — | R&B97 (3 Wo.)R&B | Erstveröffentlichung: 25. Juni 1991                             |
| 2005               | Creole Love Call            | DE— Platin (German Jazz Award)DE                                                                                                  | — | — | — | — | — | Erstveröffentlichung: 2005 mit Nils Landgren                    |
| 2006               | I’m Free!                   | — | — | — | — | — | — | Erstveröffentlichung: 2006                                      |
| 2017               | Unbreakable                 | DE91 (1 Wo.)DE | — | — | — | — | — | Erstveröffentlichung: 30. Juni 2017 mit Nils Landgren Funk Unit |

grau schraffiert: keine Chartdaten aus diesem Jahr verfügbar

### Kompilationen
| Jahr | Titel                | Höchstplatzierung, Gesamtwochen, AuszeichnungChartplatzierungen (Jahr, Titel, Platzierungen, Wochen, Auszeichnungen, Anmerkungen) | Höchstplatzierung, Gesamtwochen, AuszeichnungChartplatzierungen (Jahr, Titel, Platzierungen, Wochen, Auszeichnungen, Anmerkungen) | Höchstplatzierung, Gesamtwochen, AuszeichnungChartplatzierungen (Jahr, Titel, Platzierungen, Wochen, Auszeichnungen, Anmerkungen) | Höchstplatzierung, Gesamtwochen, AuszeichnungChartplatzierungen (Jahr, Titel, Platzierungen, Wochen, Auszeichnungen, Anmerkungen) | Höchstplatzierung, Gesamtwochen, AuszeichnungChartplatzierungen (Jahr, Titel, Platzierungen, Wochen, Auszeichnungen, Anmerkungen) | Höchstplatzierung, Gesamtwochen, AuszeichnungChartplatzierungen (Jahr, Titel, Platzierungen, Wochen, Auszeichnungen, Anmerkungen) | Anmerkungen                |
| Jahr | Titel                | DE | AT | CH | UK | US | R&B | Anmerkungen                |
| ---- | -------------------- | --- | --- | --- | --- | --- | --- | -------------------------- |
| 1982 | Greatest Hits [1982] | — | — | — | — | US51 (22 Wo.)US | R&B17 (25 Wo.)R&B | Erstveröffentlichung: 1982 |
| 1984 | Chartbusters         | — | — | — | UK16 (3 Wo.)UK | US60 Gold · (15 Wo.)US | R&B36 (12 Wo.)R&B | Erstveröffentlichung: 1984 |
| 2022 | Greatest Hits [1993] | — | — | — | — | US135 (3 Wo.)US | — | Erstveröffentlichung: 1993 |

grau schraffiert: keine Chartdaten aus diesem Jahr verfügbar
Weitere Kompilationen
- 1990: The Best of Ray Parker Jr. & Raydio (mit Raydio)
- 1998: The Best of Ray Parker Jr.
- 1999: Ghostbusters: The Encore Collection (mit Raydio, US: Platin)
- 2000: The Heritage Collection
- 2011: Soul
- 2014: Playlist: The Very Best of Ray Parker Jr.

## Singles

### Als Leadmusiker
| Jahr               | Titel Album                                                             | Höchstplatzierung, Gesamtwochen, AuszeichnungChartplatzierungen (Jahr, Titel, Album, Platzierungen, Wochen, Auszeichnungen, Anmerkungen) | Höchstplatzierung, Gesamtwochen, AuszeichnungChartplatzierungen (Jahr, Titel, Album, Platzierungen, Wochen, Auszeichnungen, Anmerkungen) | Höchstplatzierung, Gesamtwochen, AuszeichnungChartplatzierungen (Jahr, Titel, Album, Platzierungen, Wochen, Auszeichnungen, Anmerkungen) | Höchstplatzierung, Gesamtwochen, AuszeichnungChartplatzierungen (Jahr, Titel, Album, Platzierungen, Wochen, Auszeichnungen, Anmerkungen) | Höchstplatzierung, Gesamtwochen, AuszeichnungChartplatzierungen (Jahr, Titel, Album, Platzierungen, Wochen, Auszeichnungen, Anmerkungen) | Höchstplatzierung, Gesamtwochen, AuszeichnungChartplatzierungen (Jahr, Titel, Album, Platzierungen, Wochen, Auszeichnungen, Anmerkungen) | Höchstplatzierung, Gesamtwochen, AuszeichnungChartplatzierungen (Jahr, Titel, Album, Platzierungen, Wochen, Auszeichnungen, Anmerkungen) | Anmerkungen                                                                                                |
| Jahr               | Titel Album                                                             | DE | AT | CH | UK | US | R&B | Dance | Anmerkungen                                                                                                |
| ------------------ | ----------------------------------------------------------------------- | --- | --- | --- | --- | --- | --- | --- | --- |
| als Raydio         |                                                                         | | | | | | | | |
|                    |                                                                         | | | | | | | | |
| 1977               | Jack and Jill Raydio                                                    | — | — | — | — | US8 Gold · (21 Wo.)US | R&B5 (25 Wo.)R&B | — | Erstveröffentlichung: Dezember 1977                                                                        |
| 1978               | Is This a Love Thing Raydio                                             | — | — | — | — | — | R&B20 (12 Wo.)R&B | — | Erstveröffentlichung: 1978                                                                                 |
| 1978               | Honey I’m Rich Raydio                                                   | — | — | — | — | — | R&B43 (9 Wo.)R&B | — | Erstveröffentlichung: 1978                                                                                 |
| 1979               | You Can’t Change That Rock On                                           | — | — | — | — | US9 (22 Wo.)US | R&B3 (19 Wo.)R&B | — | Erstveröffentlichung: April 1979                                                                           |
| 1979               | More Than One Way to Love a Woman Rock On                               | — | — | — | — | — | R&B25 (13 Wo.)R&B | — | Erstveröffentlichung: 1979                                                                                 |
| 1980               | Two Places at the Same Time                                             | — | — | — | — | US30 (40 Wo.)US | R&B6 (18 Wo.)R&B | — | Erstveröffentlichung: 1980                                                                                 |
| 1980               | For Those Who Like to Groove Two Places at the Same Time                | — | — | — | — | — | R&B14 (12 Wo.)R&B | Dance23 (18 Wo.)Dance | Erstveröffentlichung: 1980                                                                                 |
| 1980               | Can’t Keep from Cryin’ Two Places at the Same Time                      | — | — | — | — | — | R&B57 (6 Wo.)R&B | — | Erstveröffentlichung: 1980                                                                                 |
| 1980               | Still in the Groove A Woman Needs Love                                  | — | — | — | — | — | — | Dance35 (10 Wo.)Dance | Erstveröffentlichung: 1980                                                                                 |
| 1981               | A Woman Needs Love (Just Like You Do) A Woman Needs Love                | — | — | — | — | US4 (27 Wo.)US | R&B1 (21 Wo.)R&B | — | Erstveröffentlichung: 21. Februar 1981                                                                     |
| 1981               | That Old Song A Woman Needs Love                                        | — | — | — | — | US21 (15 Wo.)US | R&B26 (11 Wo.)R&B | — | Erstveröffentlichung: Juli 1981                                                                            |
| 1981               | It’s Your Night A Woman Needs Love                                      | — | — | — | — | — | R&B73 (5 Wo.)R&B | — | Erstveröffentlichung: 1981                                                                                 |
| als Ray Parker Jr. |                                                                         | | | | | | | | |
|                    |                                                                         | | | | | | | | |
| 1982               | The Other Woman                                                         | — | — | — | — | US4 (21 Wo.)US | R&B2 (19 Wo.)R&B | Dance24 (13 Wo.)Dance | Erstveröffentlichung: März 1982                                                                            |
| 1982               | Let Me Go The Other Woman                                               | — | — | — | — | US38 (9 Wo.)US | R&B3 (19 Wo.)R&B | — | Erstveröffentlichung: 1982                                                                                 |
| 1982               | It’s Our Own Affair The Other Woman                                     | — | — | — | — | — | R&B44 (7 Wo.)R&B | — | Erstveröffentlichung: 1982                                                                                 |
| 1982               | Bad Boy Greatest Hits                                                   | — | — | — | — | US35 (12 Wo.)US | R&B6 (21 Wo.)R&B | — | Erstveröffentlichung: 1982                                                                                 |
| 1983               | The People Next Door Greatest Hits                                      | — | — | — | — | — | R&B60 (7 Wo.)R&B | — | Erstveröffentlichung: 1983                                                                                 |
| 1983               | I Still Can’t Get Over Loving You Woman Out of Control                  | — | — | — | — | US12 (19 Wo.)US | R&B12 (18 Wo.)R&B | — | Erstveröffentlichung: Oktober 1983                                                                         |
| 1984               | Woman Out of Control                                                    | — | — | — | — | — | R&B71 (4 Wo.)R&B | — | Erstveröffentlichung: 1984                                                                                 |
| 1984               | In the Heat of the Night Woman Out of Control                           | — | — | — | — | — | R&B64 (5 Wo.)R&B | — | Erstveröffentlichung: 1984                                                                                 |
| 1984               | Ghostbusters Ghostbusters (Soundtrack)                                  | DE4 (22 Wo.)DE | AT8 (16 Wo.)AT | CH3 (18 Wo.)CH | UK2 Platin · (47 Wo.)UK | US1 Gold · (25 Wo.)US | R&B1 (19 Wo.)R&B | Dance6 (9 Wo.)Dance | Erstveröffentlichung: Juni 1984 Grammy (Best Pop Instrumental Performance) Original: Huey Lewis & the News |
| 1984               | Jamie Chartbusters                                                      | — | — | — | — | US14 (17 Wo.)US | R&B12 (14 Wo.)R&B | — | Erstveröffentlichung: 1984                                                                                 |
| 1985               | I’ve Been Diggin’ You Chartbusters                                      | — | — | — | — | — | — | — | Erstveröffentlichung: 1985                                                                                 |
| 1985               | Girls Are More Fun Sex and the Single Man                               | — | — | — | UK46 (5 Wo.)UK | US34 (15 Wo.)US | R&B21 (11 Wo.)R&B | — | Erstveröffentlichung: 1985                                                                                 |
| 1985               | One Sided Love Affair Sex and the Single Man                            | — | — | — | — | — | — | — | Erstveröffentlichung: 1985                                                                                 |
| 1986               | One Sunny Day / Dueling Bikes from Quicksilver Quicksilver (Soundtrack) | — | — | — | — | US96 (3 Wo.)US | — | — | Erstveröffentlichung: 1986 mit Helen Terry                                                                 |
| 1987               | I Don’t Think That Man Should Sleep Alone After Dark                    | — | — | — | UK13 (10 Wo.)UK | US68 (7 Wo.)US | R&B5 (46 Wo.)R&B | — | Erstveröffentlichung: April 1987                                                                           |
| 1987               | Over You After Dark                                                     | — | — | — | UK65 (3 Wo.)UK | — | R&B10 (16 Wo.)R&B | — | Erstveröffentlichung: 1987 mit Natalie Cole                                                                |
| 1987               | The Past After Dark                                                     | — | — | — | — | — | — | — | Erstveröffentlichung: 1987 feat. Natalie Cole                                                              |
| 1991               | She Needs to Get Some I Love You Like You Are                           | — | — | — | — | — | R&B34 (11 Wo.)R&B | — | Erstveröffentlichung: 1991                                                                                 |
| 1991               | Girl I Saw You I Love You Like You Are                                  | — | — | — | — | — | — | — | Erstveröffentlichung: 4. Oktober 1991                                                                      |

### Als Gastmusiker
| Jahr | Titel Album                           | Höchstplatzierung, Gesamtwochen, AuszeichnungChartplatzierungen (Jahr, Titel, Album, Platzierungen, Wochen, Auszeichnungen, Anmerkungen) | Höchstplatzierung, Gesamtwochen, AuszeichnungChartplatzierungen (Jahr, Titel, Album, Platzierungen, Wochen, Auszeichnungen, Anmerkungen) | Höchstplatzierung, Gesamtwochen, AuszeichnungChartplatzierungen (Jahr, Titel, Album, Platzierungen, Wochen, Auszeichnungen, Anmerkungen) | Höchstplatzierung, Gesamtwochen, AuszeichnungChartplatzierungen (Jahr, Titel, Album, Platzierungen, Wochen, Auszeichnungen, Anmerkungen) | Höchstplatzierung, Gesamtwochen, AuszeichnungChartplatzierungen (Jahr, Titel, Album, Platzierungen, Wochen, Auszeichnungen, Anmerkungen) | Höchstplatzierung, Gesamtwochen, AuszeichnungChartplatzierungen (Jahr, Titel, Album, Platzierungen, Wochen, Auszeichnungen, Anmerkungen) | Höchstplatzierung, Gesamtwochen, AuszeichnungChartplatzierungen (Jahr, Titel, Album, Platzierungen, Wochen, Auszeichnungen, Anmerkungen) | Anmerkungen                                                    |
| Jahr | Titel Album                           | DE | AT | CH | UK | US | R&B | Dance | Anmerkungen                                                    |
| ---- | ------------------------------------- | --- | --- | --- | --- | --- | --- | --- | -------------------------------------------------------------- |
| 1990 | All I’m Missing Is You Glenn Medeiros | DE70 (4 Wo.)DE | — | — | — | US32 (13 Wo.)US | — | — | Erstveröffentlichung: 1990 Glenn Medeiros feat. Ray Parker Jr. |

## Statistik

### Chartauswertung
|                     | DE    | AT    | CH    | UK    | US    | R&B      |
| ------------------- | ----- | ----- | ----- | ----- | ----- | -------- |
| Nummer-eins-Alben   | DE—DE | AT—AT | CH—CH | UK—UK | US—US | R&B1R&B  |
| Top-10-Alben        | DE—DE | AT—AT | CH—CH | UK—UK | US—US | R&B4R&B  |
| Alben in den Charts | DE1DE | AT—AT | CH—CH | UK2UK | US9US | R&B10R&B |

|                       | DE    | AT    | CH    | UK    | US     | R&B      | Dance       |
| --------------------- | ----- | ----- | ----- | ----- | ------ | -------- | ----------- |
| Nummer-eins-Singles   | DE—DE | AT—AT | CH—CH | UK—UK | US1US  | R&B2R&B  | Dance—Dance |
| Top-10-Singles        | DE1DE | AT1AT | CH1CH | UK1UK | US5US  | R&B10R&B | Dance1Dance |
| Singles in den Charts | DE2DE | AT1AT | CH1CH | UK4UK | US15US | R&B24R&B | Dance4Dance |

### Auszeichnungen für Musikverkäufe
| Goldene Schallplatte - Australien - 1982: für die Single The Other Woman - Dänemark - 2023: für die Single Ghostbusters - Neuseeland - 1985: für die Single Ghostbusters | Platin-Schallplatte - Frankreich - 1984: für die Single Ghostbusters - Kanada - 1984: für die Single Ghostbusters |

Anmerkung: Auszeichnungen in Ländern aus den Charttabellen bzw. Chartboxen sind in ebendiesen zu finden.
| Land/RegionAuszeichnungen für Musikverkäufe (Land/Region, Auszeichnungen, Verkäufe, Quellen) | Gold       | Platin     | Verkäufe  | Quellen         |
| -------------------------------------------------------------------------------------------- | ---------- | ---------- | --------- | --------------- |
| Australien (ARIA)                                                                            | Gold1      | —          | 50.000    | Einzelnachweise |
| Dänemark (IFPI)                                                                              | Gold1      | —          | 45.000    | ifpi.dk         |
| Frankreich (SNEP)                                                                            | —          | Platin1    | 1.000.000 | infodisc.fr     |
| Kanada (MC)                                                                                  | —          | Platin1    | 100.000   | musiccanada.com |
| Neuseeland (RMNZ)                                                                            | Gold1      | —          | 10.000    | Einzelnachweise |
| Vereinigte Staaten (RIAA)                                                                    | 8× Gold8   | Platin1    | 6.000.000 | riaa.com US2    |
| Vereinigtes Königreich (BPI)                                                                 | —          | Platin1    | 600.000   | bpi.co.uk       |
| Insgesamt                                                                                    | 11× Gold11 | 4× Platin4 |           |                 |